# Jessica Rodríguez
Jessica Patricia Rodríguez Clark (Panama, 18 settembre 1981) è una modella panamense, incoronata Señorita Panamá Universo 2003 il 26 novembre 2003 in rappresentanza della municipalità di Distrito Central.
Ha inoltre rappresentato ufficialmente Panama in occasione del concorso di bellezza internazionale Miss Universo 2004, che si è tenuto presso il Centro de Convenciones CEMEXPO di Quito, in Ecuador il 1º giugno 2004. La Rodriguez ha ottenuto la fascia di  Best National Costume.